# 虎門
虎门是位於珠江三角洲的一個狭长海峡，處於珠江的南中國海入海口附近的獅子洋與伶仃洋交界處。虎門東側是穿鼻岛和威遠島，西側是大角頭。1839年3月，湖廣總督兼欽差林則徐來到虎門銷煙。1997年，跨越虎門的虎门大桥建成。

## 名称
虎門名稱來自於大虎岛，該島位於虎門正中央的横擋群岛（上橫擋、下橫擋）以北3.2 km（2.0 mi）。

## 历史

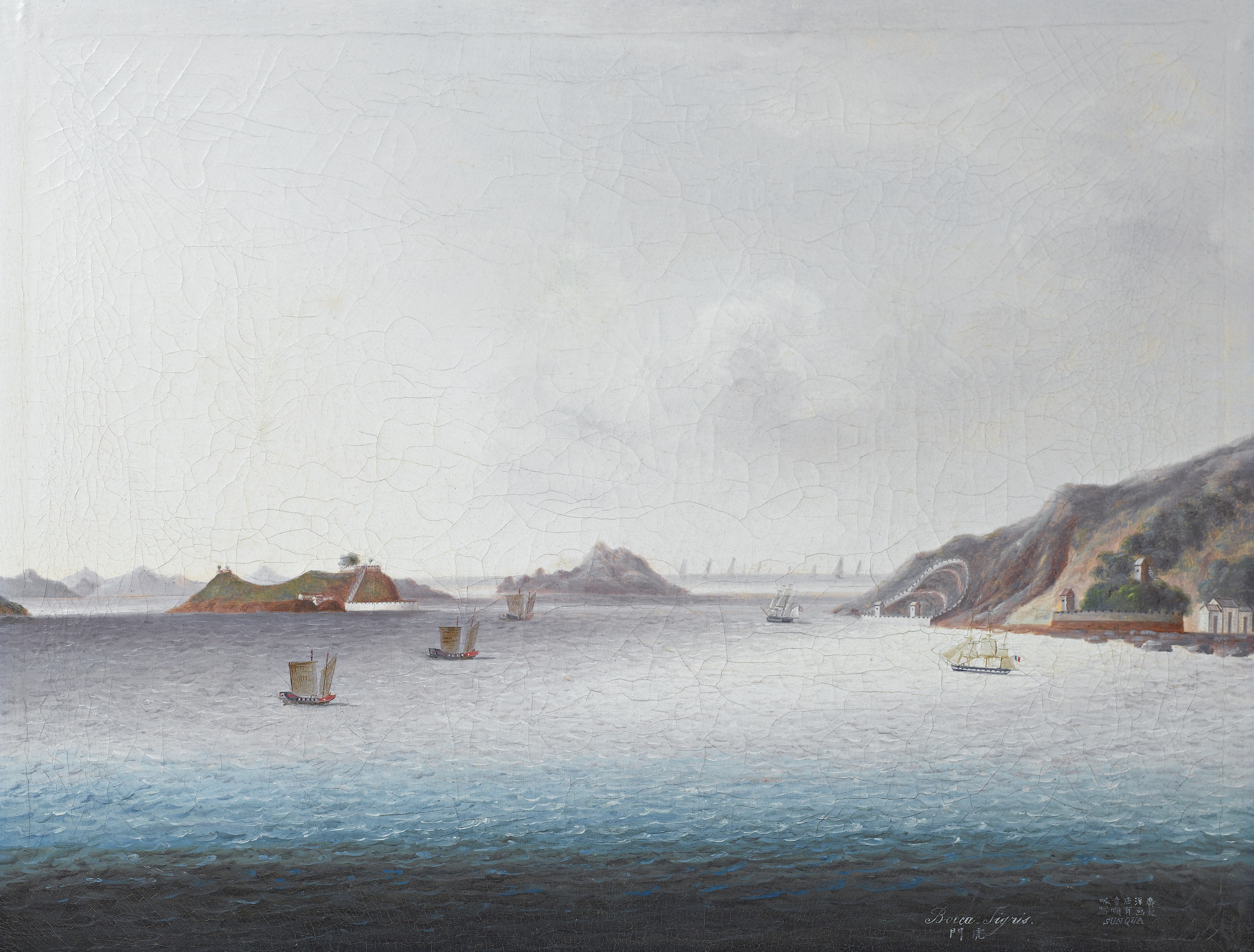
1830年，清朝画家顺呱所作的有關虎門的繪画

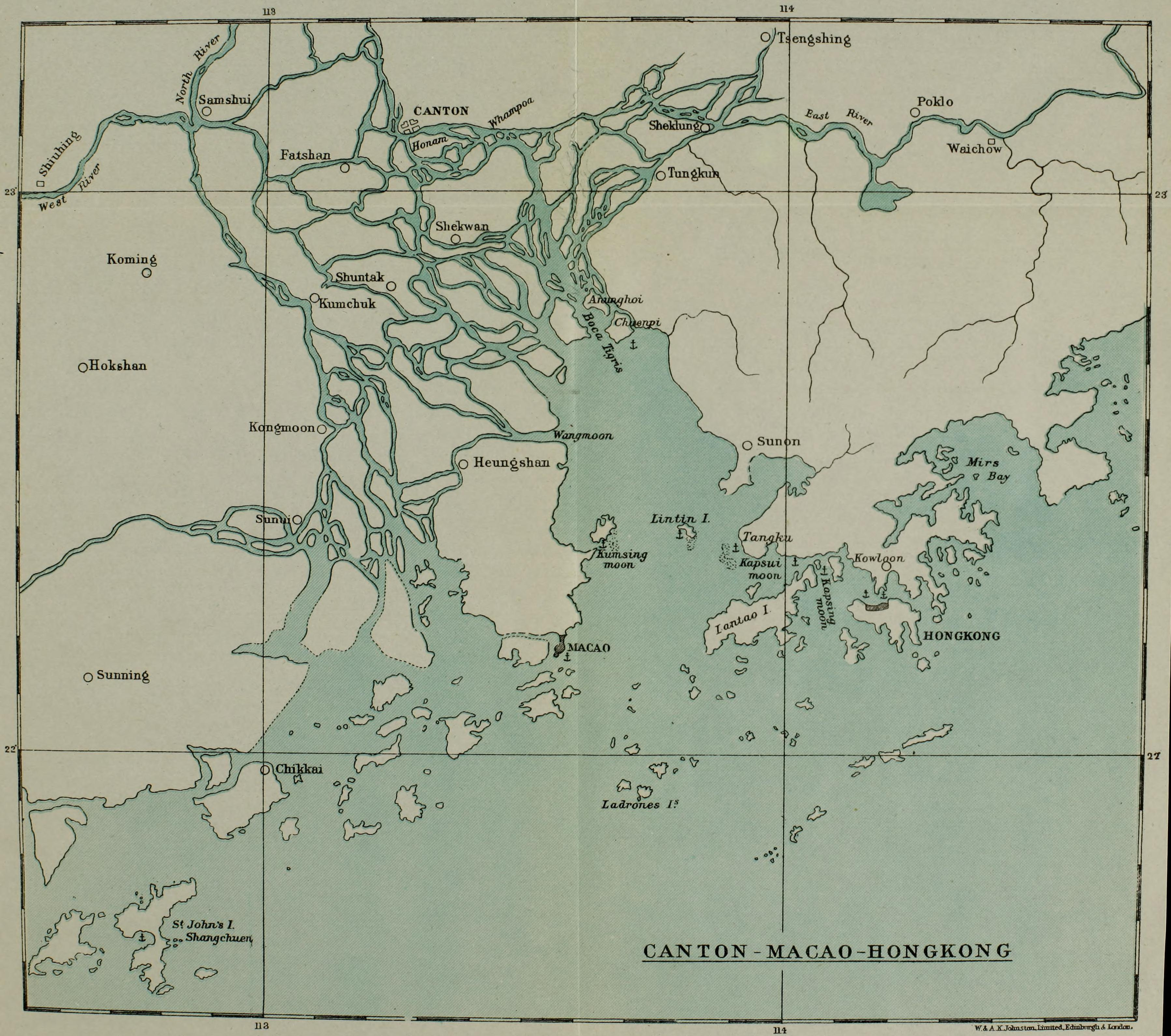
珠江三角洲英文地图，其中虎門被標示為“Boca Tigris”

虎門位於广州的對海，因而清朝派重兵防守，並在當地設有包括虎门炮台在內的八座炮台。在1809年9月至1810年1月之间，驻澳门的葡萄牙海軍战舰在虎門之戰中击败了一批滿清海盗。1839年3月，湖廣總督兼欽差林則徐來到虎門銷煙。在1839年11月3日的英清之间的穿鼻之战也位於虎門附近。而後在1841年1月7日又發生第二次穿鼻之戰，2月23日至26日虎门之战中英軍占领了虎门要塞。在1847年4月2日英国西江远征期间，虎門附近的炮台再次被英軍攻佔。在第二次鸦片战争中，英国在1856年的虎門之戰中又一次佔領了這些炮台。

## 地理
- 东岸：东莞市虎门镇
- 西岸：广州市南沙区
- 虎門正中間：上橫擋，下橫擋
- 虎门大桥
- 清代的几个炮台，包括：
  - 虎门炮台，在虎门镇附近
  - 沙角炮台，在虎门镇
- 新南沙客运港，位於南沙区虎门大桥以南1.6 km（0.99 mi）

## 虎门港
東莞市虎门镇的虎门港是珠江三角洲的重要物流枢纽之一。它分为五个区域：
- 沙田港区
- 麻涌港区
- 沙角港区
- 长安港区
- 内河港区

该港口有72 km2（28 sq mi）水域和32 km2（12 sq mi）管辖区域。主要航道为13.5米（44英尺）深。虎門港原名太平港。1983年，国务院批准太平港對外開放。1997年6月太平港与沙田港合并，更名为虎门港。

## 另見
- 五口通商附粘善後條款（1843）

## 備註
1. ↑  Bingham, J. Elliot (1843). Narrative of the Expedition to China from the Commencement of the War to Its Termination in 1842 (2nd ed.). Volume 2. London: Henry Colburn. p. 3.
2. 1 2  施仲謀; 杜若鴻; 鄔翠文 (编).  (PDF). 中華書局(香港). 2013: 166-173  [2021-01-25]. （原始内容存档 (PDF)于2021-01-29）.
3. ↑  Wathen, James. . London: J Nichols, Son and Bentley. 1814: 177.
4. ↑  Hawks, Francis L.; Perry, Matthew (1857). Narrative of the Expedition of an American Squadron to the China Seas and Japan. New York: D. Appleton and Company. p. 161.
5. ↑  Taylor 1898, p. 277
6. ↑  Bernard, William Dallas; Hall, William Hutcheon (1846). The Nemesis in China (3rd ed.). London: Henry Colburn. p. 81.
7. ↑  亞瑟·偉利 (1958). The Opium War Through Chinese Eyes. Woking, Surrey: George Allen and Unwin. ISBN 0049510126. pp. 130, 139.
8. ↑  .   [2020-02-24]. （原始内容存档于2014-06-03）.
9. ↑  Yeung, Godfrey (2001). Foreign Investment and Socio-Economic Development: The Case of Dongguan. New York: Palgrave. p. 97. ISBN 9780333978115.